# Кривка (заповідне урочище, Кучурівське лісництво)
Кри́вка — заповідне урочище в Україні. Розташоване в межах Чернівецького району Чернівецької області, на південний захід від села Тисовець. 
Площа 13 га. Статус присвоєно згідно з рішенням облвиконкому від 30.05.1979 року № 198. Перебуває у віданні ДП «Чернівецький лісгосп» (Кучурівське л-во, кв. 17, вид. 3). 
Статус присвоєно для збереження частини лісового масиву зі змішаними буково-дубовими еталонними насадженнями.